# Park Narodowy Sumbu
Park Narodowy Sumbu (także Nsumbu) – park narodowy położony  w zambijskiej Prowincji Północnej, na północ od drogi D19.

## Geografia i klimat
Park położony jest na południowy zachód od jeziora Tanganika i obejmuje ok. 80 km jego linii brzegowej, w tym 4 zatoki: Kasaba, Kala, Nkamba oraz Sumbu oraz półwysep Nundo Head Peninsula. Powierzchnia parku wynosi 2020 km², a elewacja od 773 do 1433 m n.p.m. Roczne opady wahają się od 1051 do 1150 mm.
Jezioro Tanganika jest typowym jeziorem doliny ryftowej o stromych brzegach i głębokości dochodzącej 1470 m. Jego brzegi są głównie skaliste, choć istnieją też miejsca piaszczyste. Z południowego zachodu na północny wschód park przecina rzeka Lufubu, tworząc głęboką na 300 m dolinę Yendwe. Przez park płyną także znacznie mniejsze rzeki Nkamba i Chisala, które odwadniają położone na zachodzie jezioro i mokradła Tondwe, wpływając odpowiednio do zatoki Nkamba i Sumbu.

## Środowisko naturalne

### Flora
W strefie w której doliny rzeczne stykają się z brzegami jeziora rosną lasy zdominowane przez Acacia albida i Trichilia emetica. Dalej, w górę dolin, spotkać można zadrzewienia z przewagą Pteleopsis anisoptera. Na terenie parku spotkać można również lasy miombo, lasy z przewagą Pterocarpus angolensis oraz zarośla itigi.

### Fauna
W parku spotkać można spośród ssaków m.in.: hipopotamy nilowe, guźce, puku, antylopy końskie i szablorogie, buszboki, elandy, bawolce krowie, bawoły, zebry, hieny, szakale pręgowane, serwale, impale, koby śniady, ridboki, a okazjonalnie także słonie, lwy i lamparty.
Do awifauny parku należą m.in.: flamingi, Rynchops flavirostris, warzęchy, rybitwy białowąse i białoskrzydłe, bociany, czaplowate, bieliki afrykańskie i palmojady.
W tutejszych wodach żyje m.in.: lates nilowy, Hydrocynus goliath, Heterobranchus longifilis, Opsaridium microlepis oraz Macquaria ambigua.